# Nonnula brunnea
Nonnula brunnea е вид птица от семейство Bucconidae.

## Разпространение
Видът е разпространен в Еквадор, Колумбия и Перу.